# ياسويوكي كوواهارا
ياسويوكي كوواهارا (桑原 楽之 ) (ولد 22 ديسمبر 1942) هو لاعب كرة قدم ياباني شارك في دورة الألعاب الأولمبية الصيفية عام 1968 وفاز الميدالية البرونزية.

## روابط خارجية
1. ↑  "Yasuyuki Kuwahara Biography and Statistics". Sports Reference. مؤرشف من الأصل في 2019-05-08. اطلع عليه بتاريخ 2009-10-14.

- ياسويوكي كوواهارا على موقع الاتحاد الدولي (مؤرشف)  (الإنجليزية)
- ياسويوكي كوواهارا على موقع ناشيونال فوتبول تيمز (الإنجليزية)
- ياسويوكي كوواهارا على موقع عالم كرة القدم.نت (الإنجليزية)
- ياسويوكي كوواهارا على موقع أوليمبيديا (الإنجليزية)